# 甘夫人

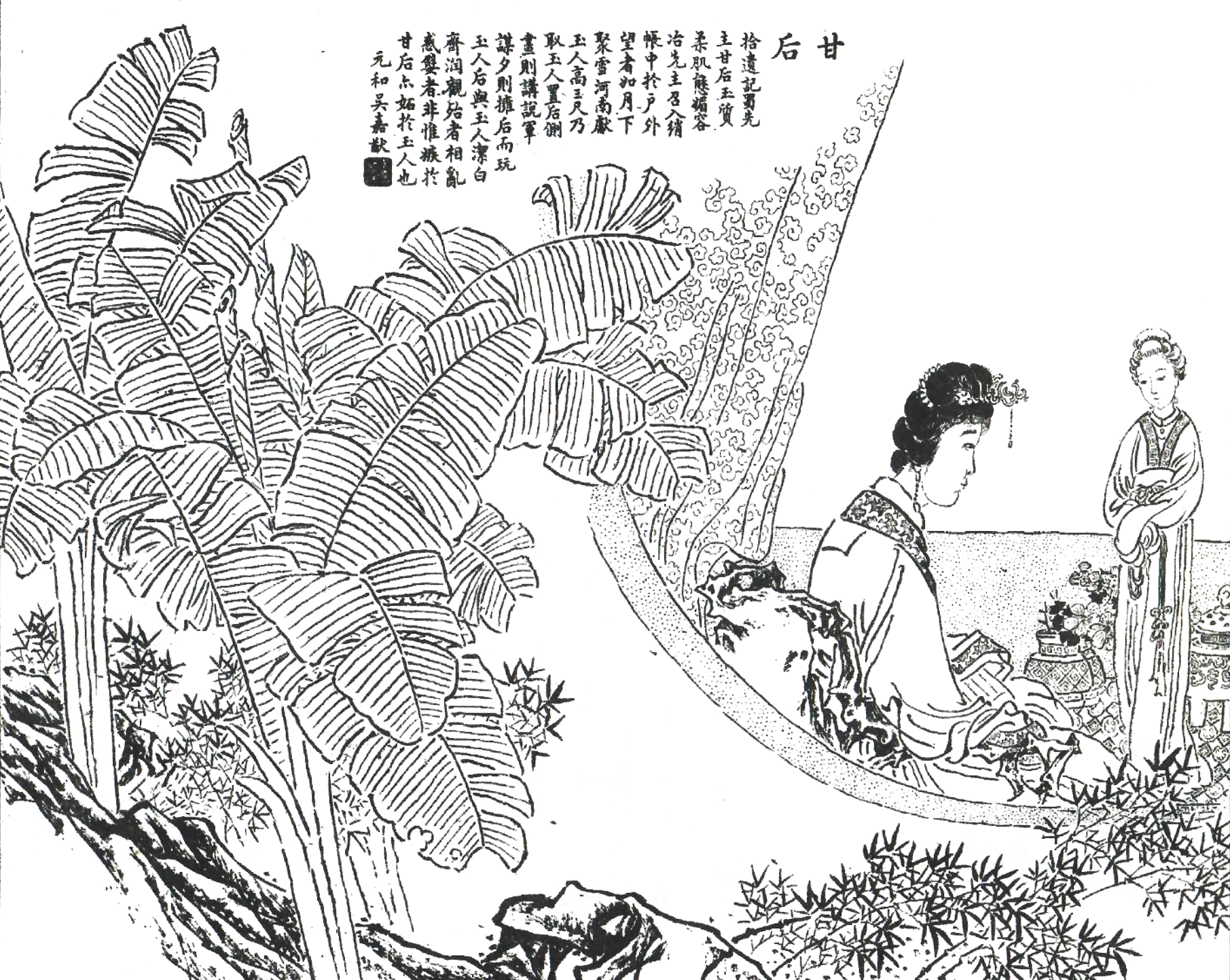
甘后と玉人（『古今百美図』）

甘夫人（かんふじん、生没年不詳）は、三国時代の蜀漢の先主劉備の即位前の側室。諱は梅（めい）。豫州沛国の人。蜀漢の第2代皇帝である劉禅の母。劉禅が即位すると、皇后の位を追贈された（そのため甘皇后と呼ばれる場合がある）。
『百美新詠図伝』では、中国歴朝で最も名高い美人百人に選ばれている。

## 生涯
興平元年（194年）、劉備が豫州刺史として小沛に移住したころ、側室となった。劉備が何度も正室を失うと、甘夫人は身分の低さから側室のままであったが、最も長く連れ添っていたので、奥向きのことを取り仕切っていた。
建安12年（207年）、劉備に従って荊州に赴き、そこで劉禅を生んだ。建安13年（208年）、曹操の軍勢が南下し、当陽の長坂で追いつかれると、劉備は甘夫人と幼い劉禅を置き去りにし、逃走した。しかし劉禅と共に趙雲に保護され、難を免れた。
その後、時期は不明だが死去し、南郡に埋葬された。章武2年（222年）、甘夫人に皇思夫人と諡して、益州に移葬することになった。しかし、柩がまだ到着しないうちに劉備が崩御し劉禅が即位したため、諸葛亮は頼恭らと諡号を検討し、甘夫人に昭烈皇后と諡した上で、劉備と恵陵に合葬した。
なお厳密には、「昭烈」は甘夫人自身を示す諡ではない。皇后の追号と併せて「昭烈帝の皇后」という格式を表すものである。このため、自身に「穆」と諡された呉夫人は、『蜀書』において「穆皇后」と表記され、自身に諡のない甘夫人は「甘皇后」と表記されるのである。

## 人物・逸話

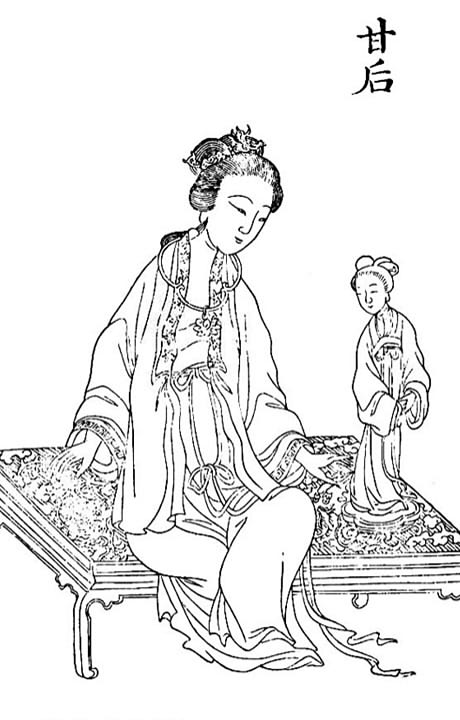
『百美新詠図伝』

『拾遺記』によれば、白玉のような色白の美貌をもっていたという。貧しい家で育ち、18歳のときに劉備の妾となった。ある時、河南の人が劉備に高さ三尺の玉人を献上した。劉備はその玉人を甘夫人の側に配置して、昼は配下とともに軍略を論じ、夜になると甘夫人を抱きながら玉人を愛でた。甘夫人も玉人も似通った容態であったため、人々は彼女らの区別がつかなかった。また劉備の他の寵姫は、甘夫人だけでなく玉人をも嫉妬した。甘夫人は常よりその玉人が壊されることを望んでいたため、劉備に「かつて子罕（楽喜）は玉を宝とせず、『春秋』はこれを称えました。今、呉や魏が未だ滅びずにいるのに、こんなものをもてあそんでいる場合でしょうか。淫猥は疑いを生じさせるものですから、二度となさいませぬよう」と諫言した。劉備はこの言葉を受けて玉人を撤去し、寵姫たちも嫉妬するのをやめた。そして当時の人は、甘夫人を「神智婦人」と呼んで称賛した。

## 三国志演義
曹操が官渡の戦い前に徐州の劉備を撃破すると、関羽が甘夫人らの命の安全を誓うことを条件に投降している。その後、関羽が官渡の戦いで袁紹軍の顔良・文醜を討ち取り義理を果たしたとして、甘夫人らを引き連れ荊州に向かった際には、山賊の杜遠に捕まってしまうが、関羽を尊敬していた廖化に助けられている。長坂の戦いでは、甘夫人は無事逃亡に成功している。赤壁の戦い後、甘夫人が既に亡くなっていることを知った周瑜は、劉備と孫夫人の婚姻を提案する。

## 参考資料
- 陳寿『三国志』
- 羅貫中『三国志通俗演義』